# Nataga
Nataga é um município da Colômbia, localizado no departamento de Huila.